# Liste der Monuments historiques in Gruey-lès-Surance
Die Liste der Monuments historiques in Gruey-lès-Surance führt die Monuments historiques in der französischen Gemeinde Gruey-lès-Surance auf.

## Liste der Immobilien
| Bezeichnung | Beschreibung                               | Standort                  | Kennzeichnung | Schutzstatus | Datum | Bild |
| ----------- | ------------------------------------------ | ------------------------- | ------------- | ------------ | ----- | ---- |
| Wegekreuz   | aus der ersten Hälfte des 16. Jahrhunderts | Rue Marcel Bregier (Lage) | PA00107184    | Classé       | 1982  |      |

## Liste der Objekte
| Bezeichnung                                | Beschreibung                                                                                   | Standort                                    | Kennzeichnung | Schutzstatus | Datum | Bild |
| ------------------------------------------ | ---------------------------------------------------------------------------------------------- | ------------------------------------------- | ------------- | ------------ | ----- | ---- |
| Fragment eines Retabels: Petrus            | Holz, farbig gefasst, sowie Ölfarbe auf Leinwand, 18. Jahrhundert                              | in der Kirche Nativité-de-Notre-Dame (Lage) | PM88001499    | Inscrit      | 1982  |      |
| Hauptaltar                                 | Altartisch mit Altaraufbau und Tabernakel; Holz, farbig gefasst und vergoldet, 18. Jahrhundert | in der Kirche Nativité-de-Notre-Dame (Lage) | PM88000434    | Classé       | 1982  |      |
| Fragment eines Retabels: Mariä Himmelfahrt | Holz, farbig gefasst, sowie Ölfarbe auf Leinwand, 18. Jahrhundert                              | in der Kirche Nativité-de-Notre-Dame (Lage) | PM88001498    | Inscrit      | 1982  |      |